# Cestrum strigillatum
Cestrum strigillatum är en potatisväxtart som beskrevs av Hipólito Ruiz López och Pav. Cestrum strigillatum ingår i släktet Cestrum och familjen potatisväxter. Utöver nominatformen finns också underarten C. s. brevitubulata.